# Älvros skans
Älvros skans, även kallad Rismyrs skans, ligger vid Rismyr i närheten av Älvros i Härjedalen, anlades senast 1677 och underhölls därefter några år, men fick efter Skånska krigets slut förfalla. Vid året 1645 i freden vid Brömsebro, då Härjedalen blev svenskt, lämnades Rismyrs skans nycklar över från norrmännen till svenskarna som ett tecken på landskapets överlämnande.